# Gastronomisme
 (juillet 2011).
Si vous disposez d'ouvrages ou d'articles de référence ou si vous connaissez des sites web de qualité traitant du thème abordé ici, merci de compléter l'article en donnant les références utiles à sa vérifiabilité et en les liant à la section « Notes et références ».
Le gastronomisme est un courant de pensée qui postule que l'être humain doit penser sa nourriture pour mieux la vivre.
Le gastronomisme est une manière de penser qui nourrit autant le corps que l'esprit. Le gastronomisme se définit autant pour un individu que pour un territoire valorisant les valeurs gastronomiques qu'il a hérité ou qu'il décide d'adopter.
Kilien Stengel décrit le gastronomisme comme  « une ligne continue de projets identitaires qui ne sera définie qu’en fin de vie de l’individu. Au travers du gastronomisme, le respect de soi-même et de son environnement contrecarre la recherche de l’élitisme, et fait naître un idéologisme de table. Le gastronomisme engage l’homme dans une démarche qui souligne son respect de ceux qui l’entourent et de ce qui l’entoure, et élève son esprit comme sa dignité. Le gastronomisme est l’outil pédagogique qui permet à « l’homme-mangeur » d’appréhender son propre univers du « bon », le laissant résolument face à ses acquis, ses attentes et son semblable. Dans un monde gastronomique si « pratique », si concret, où le « bon » n’est que chimères et contradictions, « l’homme-mangeur » doit chercher par lui-même sa propre liberté du plaisir alimentaire et ne pas attendre que la société lui dicte. »

## Historique
- Dès 1845 dans le Dictionnaire de mots nouveaux de la langue française, écrit par Jean-Baptiste Richard de Radonvilliers, le terme « gastronomisme » est défini comme un système de gastronomie : « ce qui n'est et ne présente qu'un exclusif attachement à la bonne chère : c'est du gastronomisme » dit le dictionnaire, qui nous rappelle au passage que le vocable français utilisait agréablement le verbe « gastronomiser » pour  « faire de la gastronomie, et ne s'occuper que de faire bonne chère ».
- Tandis que « Le gastro-astronomisme » synonyme de « Cuisine nouvelle ou futuriste » pour Guillaume Apollinaire, sera associé, par le jeu de mots implicites (enchâssement graphique et mot-valise) à « gastronomisme » par Daniel Delbreil en 1999 dans son ouvrage porté[Quoi ?] sur Apollinaire (Apollinaire et ses récits, Schena-Didier Érudition). Une forme de valorisation, via transformation, d’un terme qu’Apollinaire n’utilisa jamais.
- Le docteur Nicolas Perron, dans son livre Femmes arabes avant et depuis l'islamisme paru à la Librairie Nouvelle de Paris en 1858 compare le gastronomisme arabe au parasitisme.  « Ce ne fut qu'après Mahomet que le parasitisme ou le gastronomisme s'institua en société. Les chroniques ont conservé les idées du fondateur de cette singulière conception, les anecdotes, les hardiesses, les ruses, les réparties, ou, en deux mots, les malices et les ressources de bon nombre d'adeptes. Nous avons eu, en France, des sociétés de gastronomes, de francs buveurs, des caveaux de viveurs, des enfants de Momus, et que sais-je encore? Il y a en Angleterre, aux États-Unis, des sociétés antigastronomiques ou sociétés de tempérance».
- La Société académique des sciences, lettres et arts d'Agen, en 1895 dans sa revue scientifique, souligne la vision politique d’un « jeune négociant, commis voyageur pour lequel rien n’existe en dehors du gastronomisme de table d’hôte », offrant au passage une vision bonhomme de cette politique de vie.
- En 1962, Henri Pollès, dans Les drapeaux habillent mal ou les ismes et les hommes (éditions H. Lefebvre, Paris) nous rapporte les propos peut-être romancés d’un philosophe, professeur agrégé, Monsieur Lerreur-Baizemont, qui pensait au tarif syndical de 425 francs de l’heure : « Curieux ! Jadis les grandes attirances des esprits étaient pour quelques théories philosophico-religieuses, génératrices bien entendu de passions de directions et de disciplines de vie : citons pour notre monde occidental, le libéralisme, le laïcisme, le républicanisme…auxquelles on peut ajouter quelques visions et ardeurs personnelles très capables de tourner au système : érotisme, gastronomisme (sous-division de l’hédonisme). Notre époque dite moderne, ne serait-elle pas caractérisée par la multiplication de ismes et donc des drapeaux… Les ismes les plus importants sont ceux qui sont occultes qui ne s’expriment pas en isme. En tout cas l’emploi du mot exact éviterait bien souvent des confusions. Activisme, spiritisme, esthétisme, royalisme, amateurisme, spiritualisme, gastronomisme (dit vulgairement « la bouffe » ou « la gueule »),…. ».
- En 2007, la Ligue d'action nationale de Montréal au Québec, souligne dans ses propres propos « Les thuriféraires du pluralisme nous présentent une vision absolument terme du passé pré-cosmopolitique de nos sociétés, que le pluralisme viendrait soudainement égayer en multipliant les restaurants étrangers ! Le gastronomisme, dernière ligne de défense du multiculturalisme ! Cette vision correspond bien à l'éthique .... Le gastronomisme ! Voilà une des meilleures illustrations de la superficialité de la diversité qu'on nous vante. »
- En 2014, un magazine s'intitule "Gastronomisme-Paris: le raffinement à l'état brut[2]"